# Platja dels Hortets
La platja dels Hortets, també anomenada platja Juanito o platja de Miami, és una platja urbana del municipi de la Ràpita (Montsià), situada a la badia dels Alfacs, entre la platja de Garbí, a llevant, separades per un espigó, i la platja de Capri, a ponent, unides per una passarel·la sobre el mar. Té una longitud de 160 metres i una amplada mitjana de 32 metres, formada per sorra fina i daurada, amb un pendent d'entrada a l'aigua suau. Disposa de servei de socorrisme i salvament, accés per a persones amb mobilitat reduïda, lloguer de para-sols i gandules, quiosc, dutxes i sanitaris portàtils. La tranquil·litat del fons marí, de poc onatge, la fa molt indicada per a la pràctica del submarinisme.